# Souk al-Asr

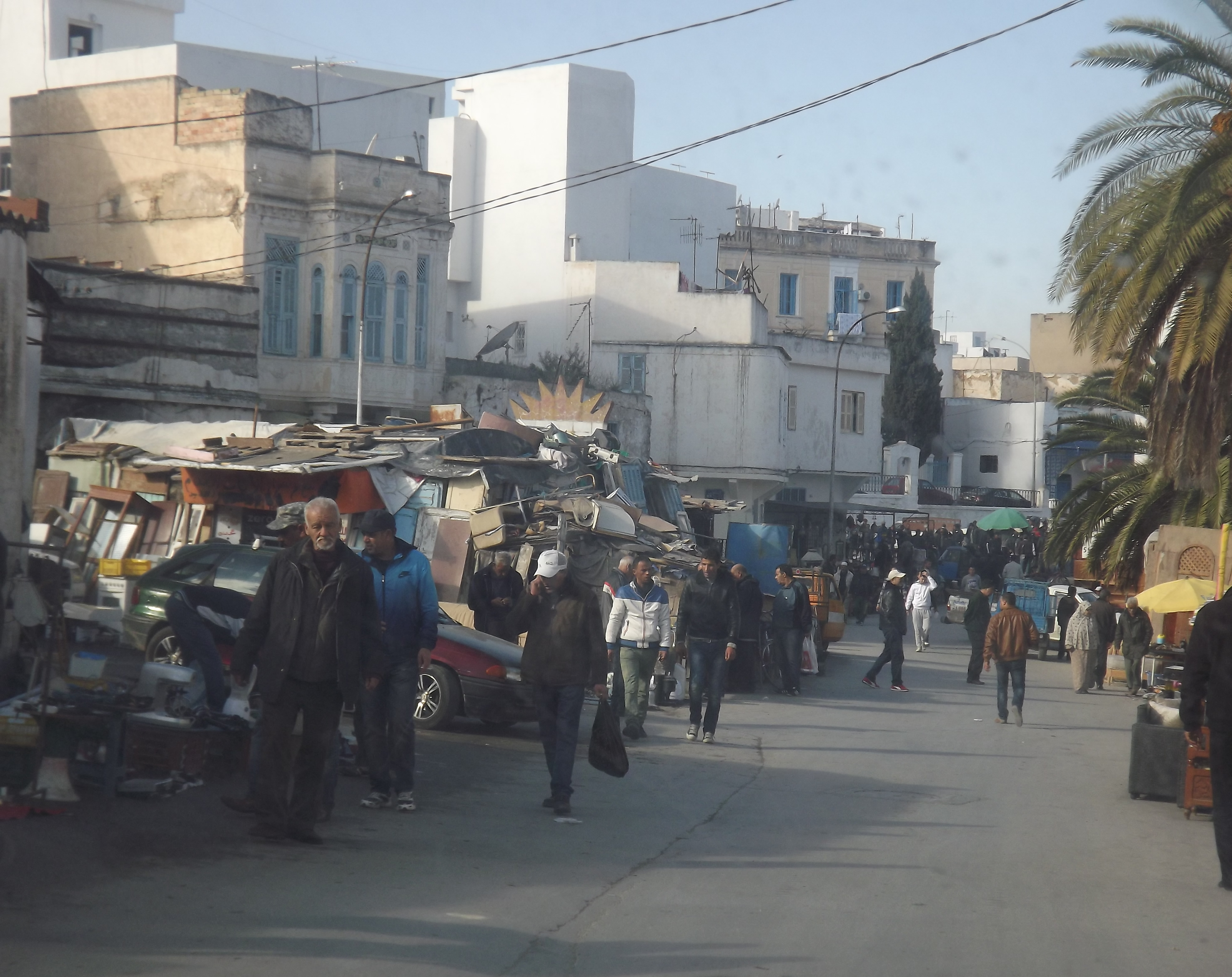
Straatbeeld bij de Souk al-Asr

De Souk al-Asr (Arabisch: سوق الترك) is een van de soeks die zich bevindt in de medina van Tunis. De soek bevindt zich achter de poort Bab Al Gorjani en ligt in de buurt van drie wijken die door de armere bevolking van de stad bewoond worden. De soek is ontstaan ten tijde van de Husseiniden-dynastie (1705-1957), dit in tegenstelling tot de andere soeks die ontstonden tijdens de Hafsiden-dynastie (1228-1537). In deze soek wordt voornamelijk antieke koopwaar verkocht, zoals oude huishoudartikelen en meubels.